# Eorsa Island
Eorsa Island är en ö i Storbritannien.   Den ligger i kommunen Argyll and Bute och riksdelen Skottland, i den nordvästra delen av landet, 700 km nordväst om huvudstaden London. Arean är 1,1 kvadratkilometer.
Terrängen på Eorsa Island är platt. Öns högsta punkt är 87 meter över havet. Den sträcker sig 1,0 kilometer i nord-sydlig riktning, och 1,6 kilometer i öst-västlig riktning.